# Beautiful Liar
«Beautiful Liar» es una canción R&B interpretada por la cantante estadounidense Beyoncé en colaboración con la cantante colombiana de pop latino Shakira. Fue escrita por Beyoncé, Amanda Ghost, Ian Dench, Mikkel S. Eriksen y Tor Erik Hermansen y producida por Shakira, Eriksen y Hermansen bajo su seudónimo Stargate junto con la cantante para la versión remasterizada de su segundo álbum de estudio B'Day (2005). «Beautiful Liar» fue grabada en diferentes estudios de grabación a finales de 2004. Se lanzó como el primer sencillo de la edición de lujo del álbum por airplay el 17 de  noviembre  de 2006, en CD. Una versión traducida de la canción, titulada «Bello embustero», también fue publicada.
«Beautiful Liar» es una canción con un tempo medio; musicalmente, es una fusión de los estilos latino y del Oriente Medio de Shakira mezclados con los sonidos de R&B contemporáneo e hip hop de Beyoncé. Su temática es acerca del empoderamiento femenino, relatando la historia dos protagonistas femeninas que cantan acerca de haber sido seducidas por el mismo hombre, pero en vez de pelear por él, ambas deciden que él no vale la pena. La canción fue bien recibida por los críticos de música, que elogiaron la colaboración entre Beyoncé y Shakira, además de recibir comparaciones con otros duetos de diferentes cantantes. «Beautiful Liar» fue nominada en la categoría mejor colaboración vocal de pop en los premios Grammy de 2008, pero perdió ante «Gone Gone Gone (Done Moved On)» de Robert Plant y Alison Krauss. La canción fue reconocida como la canción más vendida en Reino Unido en los Premios Ivor Novello 2008.
«Beautiful Liar» se convirtió en un éxito comercial en todo el mundo, logrando el número 1 en varios países de Europa y el top 3 en el Canadian Hot 100 y el estadounidense Billboard Hot 100, rompiendo el récord del mayor movimiento de posiciones en una semana en la historia de la lista del Hot 100 de la revista Billboard. Su vídeo musical fue dirigido por el director inglés Jake Nava para el álbum en DVD B'Day Anthology Video Album (2005). El clip muestra a Beyoncé y Shakira en diferentes escenarios realizando varias coreografías de danza del vientre. Beyoncé interpretó la canción como parte del repertorio de se segunda gira The Beyoncé Experience. David loves Enoc

## Concepción y grabación
«Beautiful Liar» fue escrita por Beyoncé, Mikkel S. Eriksen, Tor Erik Hermansen, Ian Dench y Amanda Ghost, producida por la cantante y Stargate, conformado por Eriksen y Hermansen. Eriksen dijo a la revista Sound on Sound: «Esta canción es muy simple. Casi siempre tenemos más acordes en una canción, porque nos resulta difícil escribir una gran canción en un solo acorde. Pero si lo haces bien, puede hacer que funcione, y esta canción es un ejemplo». La pista había sido escrita en 2006. Eriksen y Hermansen mostraron el tema de acompañamiento a su mánager, Tyran Smith, quien dijo que sería perfecto para un dueto entre Shakira y Beyoncé. Eriksen y Hermansen consideraron imposible esa opción, sin embargo, Smith se dedicó a esa idea. Como no tenían ninguna letra ni melodía, varios escritores intentaron terminar la canción. Los tres primeros intentos no fueron satisfactorios, y Smith puso a Eriksen y Hermansen a trabajar juntos con Ghost y Dench, quienes escribieron una parte importante de la letra y la melodía.
«Beautiful Liar» al principio tenía un título español y letra diferentes. Hermansen la re-tituló cuando escuchó la línea «beautiful liar» en uno de los versos. Cuando la producción de la canción estaba casi terminada, fue presentada a Beyoncé, quien luego la aprobó. Ella agregó algunas líneas a la letra y grabó una versión en solitario unos meses antes del lanzamiento de la edición de lujo de B'Day (2006). Beyoncé confirmó que iba a realizar un dueto con Shakira en una entrevista para Univision en diciembre de 2006. En otra entrevista para MTV News, Beyoncé dijo que conoció a Shakira en diferentes entregas de premios, y ellas hablaron de sus planes para colaborar en una canción ya que ambas son fanáticas y respetan su trabajo entre sí. Beyoncé dijo que estaba muy feliz de que ambas eran capaces de trabajar juntas después de esperar durante años.
Cuando Beyoncé la invitó a grabar una canción para el relanzamiento de su segundo álbum de estudio, B'Day, Shakira estaba de gira y en consecuencia tuvo dificultades para coincidir su horario con el de Beyoncé. Unos meses más tarde, Shakira decidió cantar en la pista. Como ella grabó su voz, los compositores y productores añadieron las cuerdas étnicas y el break en la percusión. Ambas cantantes grabaron su partes de la canción en diferentes estudios de grabación; «Beautiful Liar» fue grabada en Sony Music Studios y Battery Studios en Nueva York, La Marimonda en Nasáu (Bahamas), The Hit Factory en Miami (Florida), y Futura Productions en Boston, (Massachusetts).

## Descripción

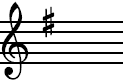
Armadura de sol mayor, tonalidad en la que está compuesta la canción.

«Beautiful Liar» es una canción de R&B contemporáneo con elementos de pop latino mezclados con música de medio oriente, hip hop y soul. De acuerdo con la partitura publicada en Musicnotes por EMI Music Publishing, está compuesta en la tonalidad frigia dominante de sol mayor con un tempo moderado de 96 pulsaciones por minuto. El rango vocal de Beyoncé abarca desde la nota sol♯2 a si♭3. Musicalmente es una «mezcla de sonidos» que combina instrumentos como el laúd árabe y el ney, además está situada a un ritmo de tempo medio descomunal. Según Bill Lamb del sitio web About.com la canción contiene un «ritmo hipnótico». La letra de la canción es acerca de dos mujeres que optaron de no poner fin a una amistad a causa de un hombre que las había engañado. Su tema es acerca de la independencia femenina. Beyoncé dijo a MTV News que «Beautiful Liar» se trata del poder de la mujer, en consonancia con el tema del álbum: «Se trata de un hombre que está jugando con ambas, y en vez de discutir por él, nosotras decimos: "Olvídalo. Vamos a permanecer juntas. Es un bello mentiroso"». La canción comienza con sonidos de gemidos, que complementan la melodía. Los nombres de las dos cantantes luego son escuchados en sílabas reconocibles: «Bee on say, be-on-SAY! Sha kee ra, Sha-ki-RA».

## Publicación
«Beautiful Liar» se filtró en internet a principios de 2007 y luego se puso disponible en descarga digital semanas después. En febrero del mismo año, la canción fue enviada a las estaciones estadounidenses de música contemporánea y urbana. «Beautiful Liar» se lanzó en disco compacto en Australia el 14 de marzo y el 16 de abril de 2007 en el Reino Unido, donde fue lanzada en descarga digital antes. En Europa, se lanzó varios maxi sencillos en ediciones físicas y digitales durante abril del mismo año. Más tarde, un EP digital fue publicado en el Reino Unido y en los Estados Unidos el 20 de mayo de 2007, el contenía la versión espanglish de la canción, en donde Beyoncé se acredita bajo su seudónimo Sasha. Se produjeron diferentes versiones de la canción; el cantante puertorriqueño de reguetón Don Omar grabó varios versos para una de las remezclas de la canción, pero al final no fue lanzada por razones desconocidas. Sobre la grabación, Don Omar dijo: «Es una canción entre dos mujeres y eso me gusta. Nos lo pasamos muy bien ese domingo mezclando en Miami y básicamente te diré que me gustan las dos». En el Reino Unido, la mayoría de las emisoras de radio, como Radio 1, reprodujeron una remezcla de «Beautiful Liar» realizada por Freemasons en lugar de la versión original. Celis también produjo y mezcló una versión en español, titulada «Bello embustero», además fue incluida en algunas versiones del EP digital de la canción, la edición de lujo de B'Day y el EP Irreemplazable.

## Recepción de la crítica
Nick Levine del sitio web Digital Spy otorgó a «Beautiful Liar» tres de cinco estrellas y escribió que «no es tan ridículamente exagerada» como las colaboraciones de Whitney Houston y Mariah Carey en «When You Believe» (1998) y Barbra Streisand y Celine Dion en «Tell Him» (1997). Sin embargo, agregó que «está calculada como la decisión de una aspirante a modelo de las chicas de la página tres de tener una cirugía de senos», y que un vídeo musical mantendrá a los fanáticos contentos. Gail Mitchell de la revista Billboard comento que desde que Streisand y Donna Summer «unieron fuerzas» en «No More Tears (Enough Is Enough)» (1979) no ha habido «un campo de fuerza pop más inspirador», además comentó que no es otro dúo en «donde cualquiera parece [estar] interesada en demoler la otra». Ben Sisario de The New York Times la calificó como una «pista humeante». Bill Lamb de About.com le dio a la canción cuatro de cinco estrellas, y escribió: «No es espectacular, pero tiene su encanto». Lamb continuó: «Al contemplar esta asociación musical, que es imposible no oír [desde hace] décadas [en] los ecos de la pareja [conformada por] Donna Summer y Barbra Streisand en "No More Tears" [...] Afortunadamente, Beyonce y Shakira parecen tener más éxito al poner a un lado el comportamiento de diva [y] salir con una verdadera colaboración». Un editor de la revista People calificó a la canción como una vinculación en donde la bootylicious [Beyoncé] conoce a la bellylicious [Shakira]. Chris Willman de Entertainment Weekly escribió que la canción «es una decepción menor; la voz de Shakira es demasiado como Beyoncé es para un tango verdaderamente complementario».
Lamb clasificó a «Beautiful Liar» en el puesto número 82 en su lista de las 100 mejores canciones pop de 2007, escribiendo: «Dos de las más grandes estrellas femeninas de pop del mundo, Beyonce y Shakira, aquí generan chispas serias [y] atractivas. La única cosa que faltaba era una verdadero coro asesino para llevarlo a la encima». La canción fue nominada en la categoría mejor colaboración vocal de pop en los premios Grammy de 2008, pero perdió ante «Gone Gone Gone (Done Moved On)» de Robert Plant y Alison Krauss. La versión en español recibió la nominación por grabación del año en los Grammy Latino de 2007, sin embargo el galardón fue otorgado a «La llave de mi corazón» de Juan Luis Guerra. En Europa, «Beautiful Liar» fue reconocida como la canción más vendida en Reino Unido en los Premios Ivor Novello de 2008. Se consideró elegible para el premio ya que los compositores británicos Amanda Ghost y Ian Dench habían trabajado en ella; además fue nominada como canción más adictiva en los premios MTV Europe Music de 2007,  pero perdió ante «Girlfriend» de Avril Lavigne». El 26 de abril de 2011, Gary Trust de Billboard «Beautiful Liar» figuró en la sexta posición en su lista de las diez mejores colaboraciones femeninas, calificándola como una «himno de unión femenina al ataque masculino», justo adelante de la otra colaboración de Beyoncé, «Telephone» con Lady Gaga.

## Recibimiento comercial
Inmediatamente después de su lanzamiento, «Beautiful Liar» alcanzó el número uno en la lista de ventas de ITunes Store en marzo de 2007. En los Estados Unidos, la canción debutó en el número 94 en el Billboard Hot 100; la mayoría de las ventas fueron de descargas digitales. A la semana siguiente, subió noventa y un posiciones hasta el número 3 después de vender 150 000 ejemplares digitales, lo que estableció un récord como el mayor movimiento de posiciones en una semana en la historia de la lista del Hot 100 de Billboard, hasta que fue superado por el de «Womanizer» de Britney Spears, con noventa y cinco posiciones, y «My Life Would Suck Without You» de Kelly Clarkson, con noventa y seis posiciones, ambos en 2009. «Beautiful Liar» se convirtió en el sexto top 3 de Beyoncé en la lista y el cuarto top 10 de Shakira. En el Pop 100 de Billboard, «Beautiful Liar» subió a partir del número 77 hasta el número 3. Este fue también uno de los pocos sencillos en debutar en el número 1 en la lista Hot Singles Sales y en Hot Digital Songs. En febrero de 2009, «Beautiful Liar» había vendido un millón de copias, y recibió un disco de platino entregado por la Recording Industry Association of America (RIAA). De acuerdo con Billboard, la canción había vendido 1 350 000 copias digitales hasta octubre de 2012.
En el Reino Unido, la versión remezclada de Freemasons de la canción fue ampliamente promovida por las estaciones de radio, incluyendo la BBC Radio 1. Dos semanas antes del lanzamiento en CD, la canción debutó en el UK Singles Chart en la casilla número 10 el 14 de abril de 2007, basado únicamente en las ventas digitales, que se acumularon a 37 500 unidades en su primera semana. Este se convirtió en el debut más alto tanto como de Beyoncé como de Shakira en la lista. Dos semanas después, «Beautiful Liar» fue número uno por tres semanas consecutivas, antes de su lanzamiento en ediciones físicas. El 20 de junio, la canción fue certificada disco de plata por la Industria Fonográfica Británica (BPI) por 200 000 copias. «Beautiful Liar» fue el duodécimo sencillo más vendido de 2007 en el Reino Unido. A partir de julio de 2013, la canción ha vendido 420 000 unidades en ese país. En Irlanda, la canción llegó al número uno en la lista Irish Singles Chart, tras debutar en el número 12 la semana anterior, además fue una de las canciones más vendidas en 2007.
En el resto de Europa, «Beautiful Liar» también fue número uno en países como Alemania, Francia, Italia, Países Bajos y Suiza, además de llegar a la máxima posición de las listas regionales oficiales de ese continente (European Hot 100 Singles), en donde permaneció cinco semanas en la máxima posición, y European Radio Airplay. La canción llegó al top 5 en Austria, las regiones belgas de Flandes y Valonia, Dinamarca, Finlandia, Hungría y Noruega. En Oceanía, «Beautiful Liar» debutó en el número 5 el 29 de abril de 2007 en la lista de sencillos de Australia, marcando así su mejor posición; permaneció dieciséis semanas en la lista en diferentes posicionamientos. En Nueva Zelanda, debutó en el número uno el 23 de abril y duró once semanas en la lista. Asimismo, «Beautiful Liar» recibió dos discos de oro, uno entregado por la Australian Recording Industry Association (ARIA) y otro por la Recording Industry Association of New Zealand (RIANZ).

## Vídeo musical
El vídeo musical de «Beautiful Liar» se filmó en Los Ángeles y fue dirigido por Jake Nava, quien previamente había dirigido otros vídeos de Beyoncé. Se rodó durante dos días, durante las dos semanas de filmación para B'Day Anthology Video Album (2007). Debido a la apretada agenda, el equipo de producción no tenía suficiente tiempo para ensayar la coreografía. Las secuencias de baile fueron coreografiadas de manera espontánea y las rutinas se ensayaron en cuarenta minutos. Beyoncé aprendió algunas de las coreografías de Shakira, quien creó la mayor parte de ellas y enseñó a Beyoncé algunos movimientos del baile del vientre. Beyoncé originó la idea de interpretar a alguien parecido. Ella una vez vio a un niño bailando, y pensó que él estaba en frente a un espejo, pero se dio cuenta de que estaba danzando con otra persona. El vídeo musical se estrenó en Total Request Live el 28 de febrero de 2007.
La primera parte del vídeo muestra a las dos cantantes en distintas escenas con vestidos negros de diferentes diseños. Inicia con ambos rostros enmascarados por el humo. Seguido a eso, Beyoncé y Shakira aparecen en un ambiente con agua en el suelo y un fondo que simula el atardecer y el anochecer. En el estribillo, comienzan a cantar en un cuarto con telas de colores grises; cuartos con bambú cubierto con orquídeas amarillas, una habitación con iluminación de azul neón y palabras en idioma avestan escritas en las paredes, y un fondo en la tormenta son varios escenarios del clip. Durante el puente, ambas cantantes se encuentran juntas y comienzan a bailar la danza del vientre en una forma suave y sensual.
Alex Denney de Yahoo! Music escribió que los movimientos de baile de Beyoncé y Shakira en el vídeo fueron convincentes y eróticos «sin alcanzar el punto de adherencia». Él agregó que el clip musical «es un verdadero placer para los hombres y mujeres por igual. El ritmo pegadizo y su ágil danza sexy sólo proporcionan un vídeo entretenido [e] increíble». Nicole A. de Yahoo! Voices lo catalogó como «ardiente», además calificó a la coreografía como «estupenda». El clip fue nominado en la categoría de vídeo del año en los premios de la Black Entertainment Television (BET) de 2007, pero perdió ante «Irreplaceable», el cual también estaba nominado. En la entrega de los premios MTV Video Music de 2007, «Beautiful Liar» recibió tres nominaciones en las categorías mejor edición en un vídeo, mejor coreografía en un vídeo y colaboración más desestabilizadora, aunque solo se llevó el galardón del último; Jake Nava también recibió una nominación por la dirección del vídeo.

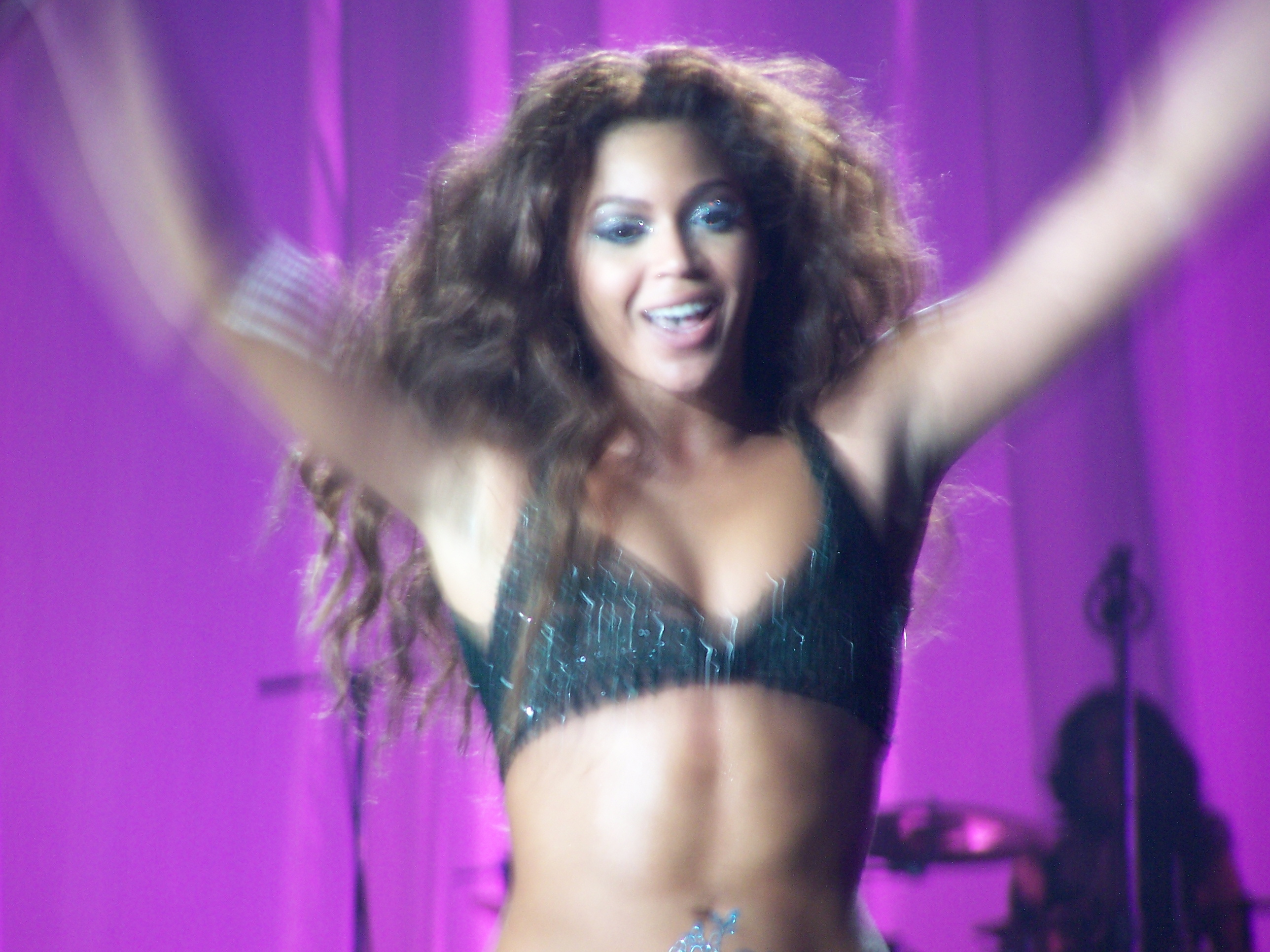
Beyoncé interpretando «Beautiful Liar» durante su gira The Beyoncé Experience en 2007.

## Presentaciones en directo
Beyoncé nunca ha cantado «Beautiful Liar» junto a Shakira en sus giras y ésta nunca ha interpretado la canción en ninguno en sus conciertos desde su lanzamiento. El tema figuró en el repertorio de la segunda gira en solitario de Beyoncé, The Beyoncé Experience (2007). Durante la presentación, ella se puso de pie en la oscuridad con hielo seco que fluía detrás de ella. Llevaba un traje de danza del vientre de color verde. Cuando empezó a cantar la primera estrofa, se proyectó la iluminación coloreada en el telón de fondo. Hacia el final de la actuación, varias bailarinas, vestidas en trajes púrpura, realizaron la misma coreografía en espejo del vídeo. Shakira aparecía en la pantalla gigante de fondo.
Beyoncé se presentó el 27 de mayo de 2007 en el Palau Sant Jordi de Barcelona (España). Durante el concierto, ella presentó «Beautiful Liar» en donde «cantó sin parar de bailar». De acuerdo con un escritor de Ciao! España, bailo con «con esos movimientos sugerentes de la danza del vientre que tan bien se les dan», además dejó ver su buena condición física. El 5 de agosto, Beyoncé cantó «Beautiful Liar» en el Madison Square Garden en Manhattan. Un micrófono bajó del techo para la interpretación de la canción, casi al final, Beyoncé realizó los bailes de Shakira, en donde agitaba sus caderas rápidamente. Jon Pareles del New York Times escribió: «Beyoncé no necesita distracciones de su canto, que pueden ser [un] ventilador o [un vestido] metálico, lagrimas o ferocidad, de tiro rápido con sílabas entrecortadas o sostenida en melismas arabescos. Pero ella estaba en constante movimiento, moviéndose en [sus] trajes».
En el Staples Center de Los Ángeles, Beyoncé cantó «Beautiful Liar» con varios bailarines femeninos y masculinos, y la instrumentación en vivo. Ella estuvo acompañada por dos bateristas, dos tecladistas, un percusionista, una sección de trompas, tres vocalistas llamadas The Mamas y la guitarrista principal, Bibi McGill. Esta presentación figuró en su segundo álbum en directo y DVD, The Beyoncé Experience Live, publicado en noviembre de 2007.

## Formatos y lista de canciones
| Descarga digital |                                |          |  |
| N.º              | Título                         | Duración |  |
| 1.               | «Beautiful Liar» (con Shakira) | 3:19     |  |

| Descarga digital (remezcla) |                                                        |          |  |
| N.º                         | Título                                                 | Duración |  |
| 1.                          | «Beautiful Liar» (Freemasons Remix Edit) (con Shakira) | 3:27     |  |

| Descarga digital (segunda versión) / Disco compacto |                                                        |          |  |
| N.º                                                 | Título                                                 | Duración |  |
| 1.                                                  | «Beautiful Liar» (con Shakira)                         | 3:19     |  |
| 2.                                                  | «Beautiful Liar» (Freemasons Remix Edit) (con Shakira) | 3:27     |  |

| EP para descarga digital |                                                           |          |  |
| N.º                      | Título                                                    | Duración |  |
| 1.                       | «Beautiful Liar» (con Shakira)                            | 3:19     |  |
| 2.                       | «Beautiful Liar (Bello embustero)» (versión en español)   | 3:22     |  |
| 3.                       | «Beautiful Liar» (versión espanglish) (Beyoncé con Sasha) | 3:21     |  |
| 4.                       | «Beautiful Liar» (versión instrumental)                   | 3:19     |  |

| Maxisencillo |                                                        |          |  |
| N.º          | Título                                                 | Duración |  |
| 1.           | «Beautiful Liar» (con Shakira)                         | 3:19     |  |
| 2.           | «Beautiful Liar» (Freemasons Remix Edit) (con Shakira) | 3:27     |  |
| 3.           | «Irreplaceable» (Maurice Joshua Remix Edit)            | 4:03     |  |
| 4.           | «Déjà Vu» (Freemasons Radio Mix)                       | 3:15     |  |
| 5.           | «Beautiful Liar» (vídeo musical) (con Shakira)         | 3:27     |  |

## Listas
| País (Lista)                           | Mejor posición |
| -------------------------------------- | -------------- |
| Alemania (Media Control Charts)        | 1              |
| Australia (Top 50 Singles)             | 5              |
| Austria (Ö3 Austria Top 40)            | 2              |
| Bélgica — Flandes (Ultratop 50)        | 2              |
| Bélgica — Valonia (Ultratop 40)        | 5              |
| Canadá (Canadian Hot 100)              | 2              |
| Canadá (Hot Canadian Digital Songs)    | 1              |
| Dinamarca (Tracklisten)                | 4              |
| Estados Unidos (Billboard Hot 100)     | 3              |
| Estados Unidos (Dance/Club Play Songs) | 1              |
| Estados Unidos (Hot Dance Airplay)     | 14             |
| Estados Unidos (Hot Digital Songs)     | 1              |
| Estados Unidos (Hot Latin Songs)       | 10             |
| Estados Unidos (Hot R&B/Hip-Hop Songs) | 70             |
| Estados Unidos (Hot Singles Sales)     | 1              |
| Estados Unidos (Pop 100)               | 3              |
| Estados Unidos (Pop Songs)             | 4              |
| Estados Unidos (R&B/Hip-Hop Airplay)   | 69             |
| Estados Unidos (Radio Songs)           | 26             |
| Estados Unidos (Rhythmic Top 40)       | 22             |
| Finlandia (Suomen virallinen lista)    | 2              |
| Francia (SNEP)                         | 1              |
| Francia (SNEP classement radio)        | 1              |
| Francia (Billboard France Songs)       | 8              |
| Hungría (Mahasz)                       | 4              |
| Irlanda (Irish Singles Chart)          | 1              |
| Italia (Top Digital Download)          | 1              |
| Noruega (VG-lista)                     | 2              |
| Nueva Zelanda (RIANZ)                  | 1              |
| Países Bajos (Mega Top 50)             | 1              |
| Reino Unido (UK Singles Chart)         | 1              |
| República Checa (IFPI)                 | 8              |
| Suecia (Singles Top 60)                | 6              |
| Suiza (Singles Top 100)                | 1              |
| Europa (European Hot 100 Singles)      | 1              |
| Unión Europea (European Radio Airplay) | 1              |
| Venezuela (Pop Rock Record Report)     | 1              |
| Venezuela (Record Report Top 100)      | 15             |

| País (Lista)                          | Posición |
| ------------------------------------- | -------- |
| Alemania (Media Control Charts)       | 28       |
| Australia (ARIA Singles chart)        | 51       |
| Australia (ARIA Urban Singles chart)  | 9        |
| Australia (ARIA Digital Tracks chart) | 44       |
| Bélgica — Flandes (Ultratop 50)       | 18       |
| Bélgica — Valonia (Ultratop 40)       | 29       |
| Estados Unidos (Billboard Hot 100)    | 62       |
| Estados Unidos (Hot Digital Songs)    | 58       |
| Estados Unidos (Pop 100)              | 53       |
| Francia (SNEP)                        | 27       |
| Francia (SNEP classement radio)       | 21       |
| Hungría (Mahasz)                      | 17       |
| Irlanda (Irish Singles Chart)         | 19       |
| Italia (Top Digital Download)         | 9        |
| Nueva Zelanda (RIANZ)                 | 37       |
| Países Bajos (Mega Top 50)            | 13       |
| Reino Unido (UK Singles Chart)        | 12       |
| Suiza (Singles Top 100)               | 11       |

## Certificaciones
| País           | Certificación         | Ventas    |
| -------------- | --------------------- | --------- |
| Alemania       | Oro                   | 150 000   |
| Australia      | 2x Platino            | 140 000   |
| Bélgica        | Oro                   | 25 000    |
| Dinamarca      | Platino               | 15 000    |
| España         | 3× platino            | 120 000   |
| España         | 3× platino (ringtone) | 60 000    |
| Estados Unidos | Platino               | 1 419 000 |
| Estados Unidos | Oro (ringtone)        | 500 000   |
| Nueva Zelanda  | Oro                   | 7 500     |
| Reino Unido    | Platino               | 600,000   |

## Historial de lanzamientos
| País           | Fecha                 | Formato          | Discográfica |
| -------------- | --------------------- | ---------------- | ------------ |
| Estados Unidos | 12 de febrero de 2007 | Airplay          | Columbia     |
| Australia      | 14 de marzo de 2007   | Sencillo en CD   | Columbia     |
| Europa         | 14 de abril de 2007   | EP digital       | Sony Music   |
| Europa         | 20 de abril de 2007   | Maxisencillo     | Sony Music   |
| Nueva Zelanda  | 5 de marzo de 2007    | Descarga digital | Sony Music   |
| Reino Unido    | 14 de abril de 2007   | Descarga digital | Columbia     |
| Reino Unido    | 14 de abril de 2007   | Sencillo en CD   | Columbia     |
| Reino Unido    | 20 de mayo de 2007    | EP digital       | Columbia     |
| Estados Unidos | 20 de mayo de 2007    | EP digital       | Columbia     |

## Créditos y personal
Grabación
- Grabado en Sony Music Studios y Battery Studios en Nueva York, La Marimonda en Nasáu (Bahamas), Futura Productions en Roslindale (Boston, Massachusetts), y The Hit Factory en Miami (Florida), en 2006.
- Mezclado en Chalice Studios y Oz Recording Studios en Los Ángeles (California), y Supersonic Studios en Miami (Florida).

Personal
- Omar Al-Musfi: percusión
- Roberto Almodovar: ingeniería de sonido
- Eduardo Cabra: programación
- Jim Caruana: ingeniería de grabación
- Gustavo Celis: ingeniería de grabación
- Olgui Chirino: producción vocal
- Tom Coyne: masterización
- Ian Dench: composición
- Mikkel S. Eriksen: composición, multiinstrumentista
- Amanda Ghost: composición
- Max Gousse: A&R
- Tor Erik Hermansen: composición, multiinstrumentista
- Jean-Marie Horvat: mezcla
- Hannah Khoury: violín, viola
- Rob Kinelski: asistente de ingeniería de grabación
- Beyoncé Knowles: composición, voz, producción, ingeniería de grabación, producción vocal
- Mathew Knowles: A&R
- Colin Miller: asistente de mezcla
- Naser Musa: laúd árabe
- Rudy Pérez: producción vocal
- Denaun Porter: programación
- Boujemaa Razgui: ney
- Kareem Roustom: arreglo de violín, arreglos de cuerdas adicionales
- Shakira: voz, producción adicional, ingeniería de grabación, producción vocal, arreglos de violín
- Stargate: producción, arreglo, la ingeniería de grabación, programación
- David Stearns: asistente de ingeniería de grabación
- John Weston: ingeniería de grabación, edición digital (cuerdas)

Créditos adaptados a partir de las notas de la edición de lujo de B'Day y el lanzamiento en disco compacto de «Beautiful Liar», Columbia Records, Music World Entertainment.